# Дзвінчук Дмитро Іванович
Дзвінчук Дмитро Іванович (нар. 18 жовтня 1956, с. Бабинопілля (нині — село Акрешори) Косівського району Станіславської (нині — Івано-Франківської) області) — український вчений, філософ. Кандидат наук з державного управління (1999); доктор філософських наук (2007); професор кафедри публічного управління та адміністрування (2008). Заслужений працівник освіти України (2016).

## Життєпис
Закінчив Коломийське педагогічне училище (1975); історичний факультет Івано-Франківського державного педагогічного інституту імені Василя Стефаника (1985); Державну академію керівних кадрів освіти Міністерства освіти України (1997). Пройшов стажування з проблем адміністрування у сфері освіти у Саскачеванському університеті (Канада, 1995) та був учасником програми «Освіта для демократії в Україні» (США, 2000). 
Трудову діяльність розпочав 1975 року в школі республіканського санаторію «Прикарпатський» Міністерства охорони здоров'я УРСР у місті Яремче Івано-Франківської області, де працював на посадах вихователя, старшого піонервожатого, завпеда — заступника головного лікаря з навчальної роботи. У 1991 році обраний заступником голови Яремчанського міськвиконкому із суспільних питань.
У 1994 році перейшов на роботу в Івано-Франківський облвиконком на посаду заступника голови департаменту з гуманітарних питань, в тому ж році призначений начальником управління освіти Івано-Франківської облдержадміністрації, де працював до серпня 2000 року. Протягом 2004—2006 років — консультант Світового Банку в рамках проекту «Рівний доступ до якісної освіти».
Один із засновників та керівник Івано-Франківської обласної громадської організації «Суспільна амністія». Голова правління Івано-Франківського обласного відділення Товариства "Знання" України. Член Івано-Франківської обласної громадської організації «Асоціація випускників магістратури державної служби Івано-Франківського національного технічного університету нафти і газу». Державний службовець 7 рангу. Впродовж шести скликань є депутатом Івано-Франківської обласної ради, очолював комісію з питань освіти і науки, голова експертної комісії Івано-Франківської обласної ради з оцінки проєктів та програм розвитку місцевого самоврядування.
Від серпня 2000 року працює в Івано-Франківському національному технічному університеті нафти і газу на посаді директора Інституту гуманітарної підготовки та державного управління.
У 2007 році захистив докторську дисертацію в спеціалізованій вченій раді Інституту вищої освіти Академії педагогічних наук України на тему «Сучасні тенденції розвитку та управління освітою».
Голова спеціалізованої вченої ради К 20.052.07 з правом присудження наукового ступеня кандидата наук з державного управління за спеціальностями 25.00.01 — теорія та історія державного управління; 25.00.02 — механізми державного управління (ІФНТУНГ).

## Творчий доробок
Автор навчальних посібників «Психологічні основи ефективного управління» та «Державне управління освітою в Україні: тенденції та законодавство». Співавтор ряду науково-методичних видань, серед яких посібник для вищої школи «Органи державної влади в Україні: структура, тенденції та перспективи розвитку».
Автор та співавтор сімох монографій, вісьмох навчальних посібників для підготовки та підвищення кваліфікації державних службовців і посадових осіб місцевого самоврядування. Опублікував більше ста сорока наукових статей з проблем філософії освіти, неперервної освіти, психології управління, проблем національної самоідентифікації, правового забезпечення управління, підвищення кваліфікації управлінців, підвищення ефективності управління на регіональному рівні. Підготував багатьох кандидатів наук.

## Нагороди і відзнаки
- Відмінник народної освіти (1989),
- Нагрудний знак Головного управління державної служби України «За сумлінну працю» (2004),
- Почесна відзнака Українського Національного комітету Міжнародної Торгової Палати "Скіфська пектораль" за особистий вагомий внесок у розвиток міжнародного бізнесу і національного підприємництва,
- Нагрудний знак та грамота Верховної Ради України (2006).
- Ювілейна  медаль «20 років незалежності України» (2011)
- «Заслужений працівник освіти України» (2016),
- Медаль "Григорій Сковорода" Національної Академії педагогічних наук України (2021),
- Медаль "За заслуги перед ІФНТУНГ" (2021).